# Salah Zoulficar
Salah Zoulficar (18 janvier 1926 - 22 décembre 1993) était un acteur et producteur égyptien. Il a commencé sa carrière comme policier dans la police nationale égyptienne, avant de devenir acteur en 1956. Dans l'histoire du cinéma égyptien, il est considéré comme l'un des plus grands acteurs de tous les temps,.
Il est le frère des réalisateurs Mahmoud Zoulficar et Ezz-Eddine Zoulficar.

## Biographie

### Jeunesse
Salah El Din Ahmed Mourad Zoulficar est né le 18 janvier 1926 à El-Mahalla el-Koubra. Son père, Ahmed Mourad Zoulficar, a été commissaire de police principal au ministère de l'Intérieur. Il était le septième de huit frères et sœurs. Son frère aîné, l'homme d'affaires Mohamed, et sœurs aînées Souad et Fekreya. L’acteur et réalisateur de cinéma Mahmoud Zoulficar, a obtenu son diplôme d'architecte. Son deuxième frère aîné Ezz-Eddine Zoulficar, également réalisateur de films, et Kamal Zoulficar étaient des officiers militaires tandis que Zoulficar a choisi de rejoindre l'Académie de police; il est diplômé de l'Académie de police en 1946. Son frère cadet, Mamdouh a rejoint la Faculté de commerce.
Zoulficar excellait dans ses études et était un athlète. Il était l'un des champions égyptiens de boxe et a remporté la Coupe du Roi de boxe (poids plume) en 1947. Zoulficar a d'abord rejoint la Faculté de médecine de l'université d'Alexandrie, pour faire plaisir à son père, qui souhaitait que Zoulficar devienne médecin comme son grand-père. Après cela, il a transféré ses papiers à l'Académie de police. Il a obtenu son diplôme en 1946. Salah Zoulficar a été nommé à la Direction de la sécurité de Menoufia et à l'Autorité pénitentiaire, en particulier la prison égyptienne, et a également travaillé comme enseignant à l'Académie de police.

### Carrière policière

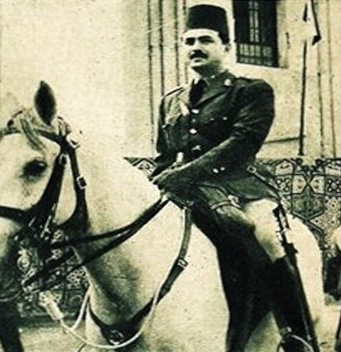
Zoulficar à l'époque de la police (1950)

En 1949, Zoulficar a commencé à enseigner à l'Académie de police. En 1952, il se porte volontaire pour rejoindre l'unité de police d'Ismaïlia qui est attaquée par l'armée britannique. La force police égyptienne a refusé de remettre ses armes aux forces britanniques, ce qui a conduit l'armée britannique à faire venir des chars pour s'emparer du bâtiment. Les forces égyptiennes se sont battues avec bravoure et courage. Cette bataille a ensuite été commémorée et est maintenant célébrée en Égypte le 25 janvier de chaque année en tant que Journée nationale de la police. Zoulficar a reçu un prix national pour sa bravoure,.
Dans la guerre de Suez de 1956, Zoulficar a pris l'initiative de diriger 19 de ses étudiants à l'Académie de police et s'est porté volontaire en tant que commandos résistant à l'attaque tripartite des armées britannique, française et israélienne. Zoulficar a également reçu le Prix national d'honneur de Président Gamal Abdel Nasser pour avoir risqué sa vie pour son pays avec bravoure et honneur,.

### Carrière cinématographique
Les frères de Salah Zoulficar Ezzel Dine Zulficar et Mahmoud Zoulficar ont travaillé comme réalisateurs. Pendant son temps libre, il assistait au tournage de films. En 1956 Ezzel Dine Zulficar, son frère aîné, lui offre le rôle principal dans un film Wakeful Eyes (Eyoun Sahrana). Zoulficar a dû obtenir un permis temporaire du ministre de l'Intérieur, qui était dirigé à l'époque par Zakaria Mohieddin pour travailler dans ce film.
Il a réalisé ses deuxième et troisième films Rodda Qalbi et Djamila l'Algérienne respectivement avec des autorisations temporaires. Après le succès de Zoulficar, il a dû choisir son cheminement de carrière. Il a demandé au ministre de démissionner mais en raison de son bilan impressionnant, il a été promu lieutenant-colonel et a reçu une pension anticipée.

#### Années 1950

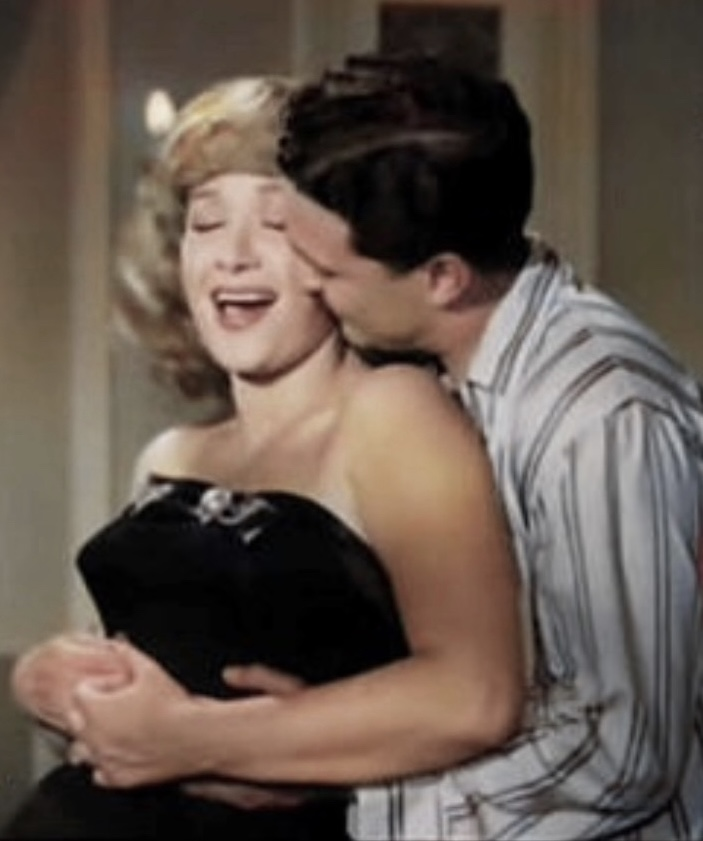
Photographie de plateau de Salah Zoulficar et Hoda Soltane pour Femmes interdites (1959)

Son deuxième film Back Again (Rodda Qalbi) de 1957 fut le premier succès de Salah Zoulficar. Il a également joué dans des films d'action comme The Second Man (Elragol Elthani) en 1959.
La même année, Zoulficar a joué dans un film avec Tahia Carioca. L'amour jusqu'au culte (Hob hatta El Ebada) ainsi que Femmes interdites (Nesaa Moharramat) avec Hoda Soltane Tous étaient de grandes opportunités pour Zoulficar de construire une carrière.

#### Années 1960

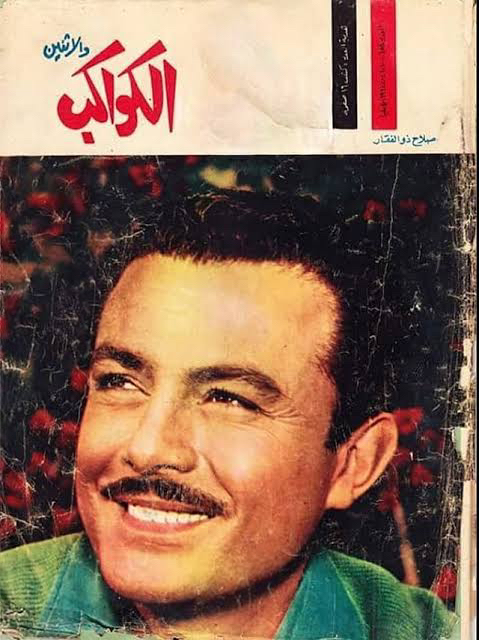
Zoulficar en couverture du magazine Al-Kawakib, mars 1961.

Zoulficar a connu un grand succès avec une sélection de rôles diversifiés, par exemple, son rôle de 1963 dans Saladin (El Nasser Saladin) de Youssef Shahine, jouant Eissa El Awam. L'année suivante, il incarne le Docteur Hamooda dans Les Mains douces ou (El Aydy el naema) en 1963. Le film est au Berlinale en 1964.
La même année, il a joué un rôle dans le film conjoint italo-allemand Secret of the Sphinx. Sa production Dearer than my Life ou (Aghla Men Hayati) (1965) et ses comédies romantiques, comme Ma femme est la générale manager (1966) ou (Merati Moudir Aam), La dignité de ma femme (Karamet Zawgati) en 1967 , Le Gobelin de ma femme (Afreet Merati) en 1968 avec l'actrice Shadia, lui a fait une énorme popularité en Égypte à l'époque,.
Zoulficar était l'un des trois voleurs de sa production, 3 Robbers ou (3 Losoos) en 1966 avec Hind Rostom. suivi de Un jour, le Nil (Al-Nil wal Hayah) (1968) de Youssef Chahine,. Son célèbre film Bonjour, ma chère femme (Sabah El Kher ya Zawgaty El Azeeza) en 1969 était un merveilleux pour Zoulficar de travailler avec une nouvelle génération d'actrices dans ses films des années 1970, comme Nelly, Mervat Amin et Naglaa Fathy.

#### Années 1970

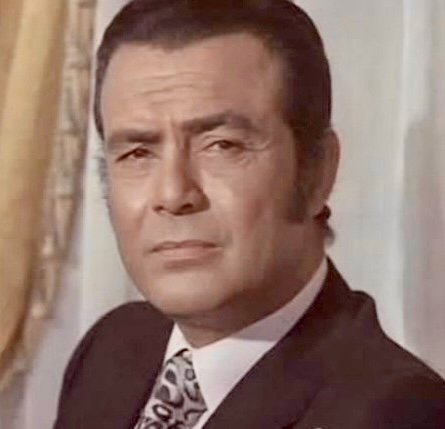
Zoulficar dans les années 1970.

Zoulficar a commencé cette décennie en jouant dans deux énormes blockbusters avec Souad Hosni. En 1970, en tant que Amin Akef dans Sun Rise and Sun Set (Ghroob wa Shrooq) ainsi que Ces gens du Nil (Al Nass wal Nil) (1972) de Youssef Chahine,. Zoulficar a joué dans quelques films avec l'actrice co-vedette Nadia Lutfi comme Men without Features (Regal bela Malameh) en 1970. il a connu un tournant en commençant un rôle de méchant dans Les Tueurs ou (El Qatala) en 1971. Au Liban, Il a joué dans Paris et l’amore (Paris wal Hob) avec Sabah en 1972. En 1973, Zoulficar a connu un succès dans les salles de cinéma avec son drame psychologique L'autre homme (Al Rajul Al Akhar), avec une distribution riche comprenant Zubaida Tharwat, Chams El Baroudi, Emad Hamdi et Kamal El Shennawi. Il a joué le rôle du Dr Nabil, le psychiatre qui soigne un groupe de jeunes hommes souffrant de problèmes graves en les emmenant en voyage d'été pour commencer un traitement dans En été, il faut aimer (Fi Saif Lazim Nohib), une comédie avec Nour El-Sherif, Samir Ghanem, Magda El-Khatib, Abdel Moneim Madbouly, Lebleba, Madiha Kamel et Saeed Saleh.

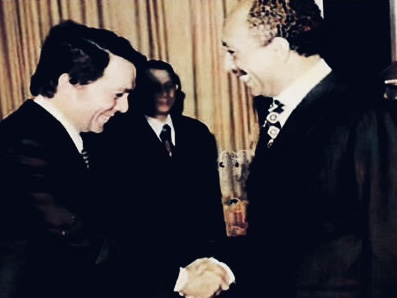
Zoulficar serrant la main du président égyptien Anouar el-Sadate au Caire, 1976.

Un autre méchant était  Hafez dans le grand film de production All-Star, Les pécheurs (El Mothneboon) en 1975. Toujours dans les années soixante-dix, sa magnifique production à succès de 1975 Je veux une solution (Oreedo halan) avec Faten Hamama et Rushdy Abaza qui avait changé les lois en Égypte lui a valu le prix du meilleur producteur de l'année au contraire de son méchant rôles, Zoulficar a joué un rôle d'ange dans Sin of an Angel (Khateeat Malak) en 1979.

#### Années 1980
De même, ses films et séries télévisées ont connu un grand succès dans les années 1980 et au début des années 1990, y compris son film Secret Visit (Zeyara Serreya) en 1981, jouant un juge. Une autre phase de sa carrière à la cinquantaine. Zoulficar a joué dans Le Paon (El Tawoos) en 1982, ce qui lui a valu le prix du meilleur acteur en Égypte aussi son merveilleux rôle dans Adieu Bonaparte (Wadaan bounapart) de Youssef Chahine en 1985 jouant Cheikh Hassouna a été un succès critique. Sans oublier The Barefoot Millionaire ou (El Millionera El Hafya) en 1987. Ainsi que Handy-Man General Manager (Elosta el-Moudir) en 1988.

#### Années 1990
La famille de M. Shalash (Aelat El Ostath Shalash) série télévisée en 1990 avec la célèbre actrice Laila Taher a été un énorme succès. Personne ne peut oublier Minister in Plaster (Wazeer fel Gebs) en 1993. Les derniers rôles de Zoulficar étaient dans The Terrorist (Al irhabi) et Road to Eilat (El Tareek ela Eilat) et Five Star Thieves (Losoos Khamas Nogoom) qui ont tous été publiés à titre posthume en 1994.

### Décès
Salah Zoulficar meurt d'une crise cardiaque soudaine le mercredi 22 décembre 1993 à l'hôpital de la police du Caire, en Égypte.

### Vie privée
Zoulficar s'est marié quatre fois, deux de ses épouses étaient actrices. Il épouse Nafisa Bahgat en 1947, elle lui donne deux fils Ahmed et Mona, elle est restée sa femme jusqu'à sa mort en 1988. Il se remarie avec l'actrice Zahrat El-Ola en 1958, le mariage dure moins de 2 ans et se termine par un divorce. Avec la chanteuse et actrice Shadia, la plus célèbre des quatre, ils ont formé un duo artistique dans de nombreux films à succès du cinéma égyptien. Zoulficar a produit plus d'un film mettant en vedette Shadia comme Ma femme, le directeur général et A Taste of Fear (Shey Men El Khof) en 1969. Ce mariage se solde par un divorce au bout de 7 ans. Il épouse sa dernière femme, Baheega, et leur mariage dura jusqu'à sa mort,.

## Filmographie
Prolifique dans l'industrie cinématographique égyptienne depuis 37 ans,, Salah Zoulficar était un acteur et producteur de cinéma et de théâtre, il a produit 13 films et a joué dans plus de 150 films de 1956 à 1993,. Beaucoup d'entre eux étaient des rôles principaux ou co-vedettes avec les acteurs et actrices égyptiens les plus remarquables,,.

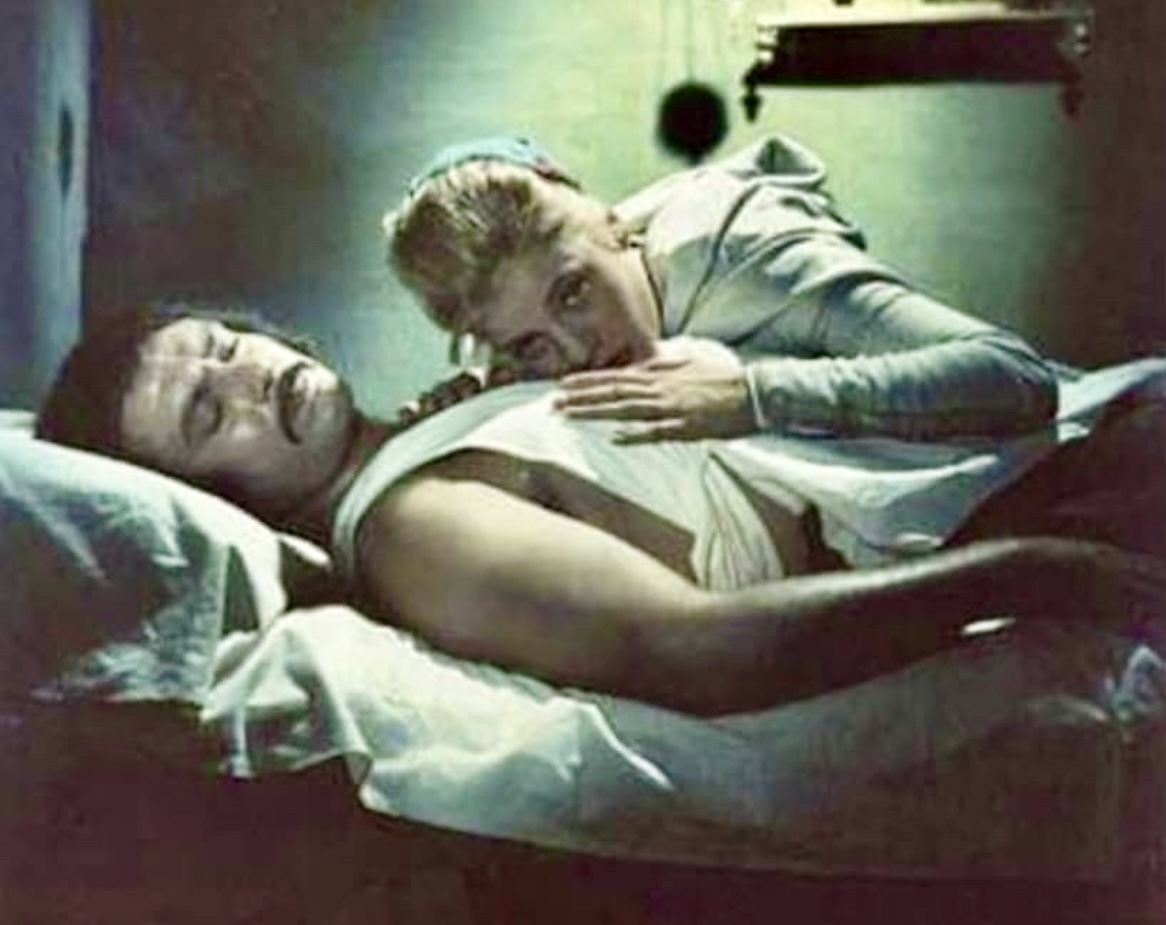
Zoulficar et Nadia Lutfi dans Saladin (1963).

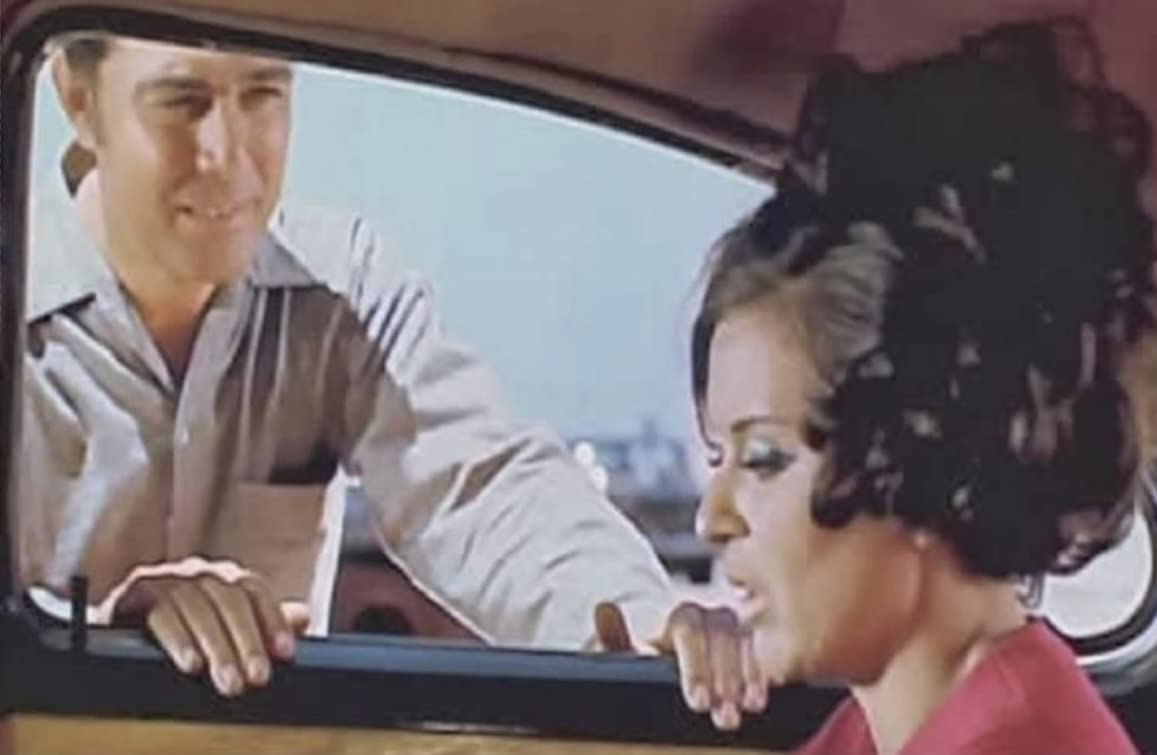
Zoulficar et Souad Hosni dans Ces gens du Nil (1972).

Salah Zoulficar a toujours été un défenseur des droits des femmes dans ses films et a produit plus d'un film rendant justice à la femme égyptienne de la communauté, dont Ma femme, la directrice générale, et A Taste of Fear (Shey min El Khouf) ainsi que Je veux une solution, qui était la raison de changer la loi sur le statut personnel en Égypte à l'époque. Zoulficar a joué tous les rôles et y excellait, et sa performance ne manquait pas de comédie,,,,.

### Réalisateur
- 1944 : Hababa
- 1956 : Nuit blanche
- 1957 : Rends-moi mon âme
- 1958 : Djamila l'Algérienne
- 1958 : Lumière de la nuit
- 1959 : Le Deuxième Homme
- 1959 : Femmes interdites
- 1959 : Parmi les décombres
- 1960 : Ange et démon
- 1960 : Le Lien sacré
- 1960 : Le Secret d'une femme
- 1960 : Amour et adoration
- 1960 : J'accuse
- 1960 : L'Argent et les femmes
- 1960 : Le Pain quotidien
- 1961 : Tempête d'amour
- 1961 : Wahida
- 1961 : Moi et mes filles
- 1961 : C'est ça l'amour
- 1961 : La Route des héros
- 1961 : Rendez-vous avec le passé
- 1962 : Le Château de la terreur
- 1962 : L'Association des tueurs d'épouses
- 1962 : Tous sont mes enfants
- 1963 : Saladin
- 1963 : Les Mains douces
- 1964 : Du grisbi au Caire
- 1964 : L'Ombre du passé
- 1964 : Mari en vacances
- 1965 : Plus cher que ma vie
- 1966 : Une femme de Paris
- 1967 : L'Honneur de ma femme
- 1968 : Un jour, le Nil
- 1968 : L'Homme qui perdit son ombre
- 1968 : Le Fantôme de ma femme
- 1969 : Paris et l'amour
- 1969 : Souvenir d'amour
- 1969 : Bonjour ma femme chérie !
- 1970 : L'Œil de la vie
- 1970 : La Femme de mon mari
- 1970 : Le Marché aux femmes
- 1970 : Crépuscule et aurore
- 1970 : Sous le signe de la Vierge
- 1970 : Hommes sans traits
- 1971 : Un brin de tendresse
- 1971 : Femme de feu
- 1971 : Les Assassins
- 1971 : Les Confessions d'une femme
- 1972 : Ces gens du Nil
- 1972 : Invitation à la vie
- 1973 : Souvenirs d'une nuit d'amour de Seif-Eddine Chawkat
- 1974 : Les Frères ennemis
- 1974 : En été il faut aimer
- 1975 : Karnak (El Karnak)
- 1975 : Les Coupables
- 1976 : Je ne suis ni raisonnable ni folle
- 1978 : Le Péché d'un ange
- 1978 : Un moment de faiblesse
- 1984 : Adieu Bonaparte
- 1988 : Jours de terreur
- 1990 : Alexandrie encore et toujours
- 1992 : L'Accusée
- 1993 : Le Terroriste
- 1993 : La Flamme de la vengeance

### Producteur
- 1959: Parmi les ruines
- 1959: Le deuxième homme
- 1960: Ange et Démon
- 1960: Sainte Rabat
- 1962: A Message d'une femme anonyme
- 1962: Lutte des héros
- 1962: Je suis le fugitif
- 1962: Rendezvous dans la tour du Caire
- 1966: Ma femme, le directeur général
- 1966: 3 Robbers
- 1969: Quelque chose de la peur
- 1972: Voyage de la souffrance
- 1973:  L'autre homme
- 1975: Je veux une solution

## Théâtre
- 1964: Une balle dans le cœur
- 1967: Rubabikia
- 1973: Un homme pour chaque foyer
- 1974: L'hôtel des trois cartes
- 1974: Un million de livres de mariage
- 1979: Cas no 1
- 1979: Une femme suffit
- 1982: Respectable pendant un mois

## Récompenses
- Commandeur de l'Ordre de la République égyptienne.
- Prix national d'honneur de première classe de Président Gamal Abdel Nasser en appréciation de son rôle national dans les batailles de la guerre de Suez en 1957.
- Prix d'État du meilleur acteur pour son rôle dans Mains douces en 1964.
- Prix d'État du meilleur acteur pour son rôle dans Plus précieux que ma vie en 1965.
- Prix d'État du meilleur producteur pour Ma femme, le directeur général en 1966.
- Prix du meilleur film au Catholic Center Film Festival pour Ma femme, le directeur général en 1966.
- Prix d'État du meilleur acteur pour son rôle dans  La dignité de ma femme en 1967.
- Prix d'État du meilleur producteur pour Je veux une solution en 1975.
- Certificat d'appréciation de Président Anwar El-Sadate le jour de l'art en 1979.
- Prix d'État du meilleur acteur pour son rôle dans Visite secrète en 1981.
- Prix d'État du meilleur acteur pour son rôle dans Le Paon en 1982.
- Prix spécial du jury du Festival international du film du Caire en 1991.
- Prix d'honneur pour l'ensemble de son œuvre du Festival national du film égyptien en 1994.